# NGC 5689
NGC 5689  ist eine linsenförmige Galaxie vom Hubble-Typ SB(s)0/a im Sternbild Bärenhüter. Sie ist schätzungsweise 102 Millionen Lichtjahre von der Milchstraße entfernt und hat einen Scheibendurchmesser von etwa 95.000 Lj.
Das Objekt wurde am 12. Mai 1787 von dem Astronomen William Herschel mithilfe seines 18,7-Zoll-Spiegelteleskops entdeckt und später von Johan Dreyer in seinen New General Catalogue aufgenommen.